# Arlington (California)
Arlington es un área no incorporada ubicada en el condado de Riverside en el estado estadounidense de California.

## Geografía
Arlington se encuentra ubicada en las coordenadas 33°55′13″N 117°26′47″O / 33.92028, -117.44639.